# Grand Prix Velké Británie 2003
Grand Prix Velké Británie LIIV Foster's British Grand Prix

- 20. červenec 2003
- Okruh Silverstone
- 60 kol x 5.141 km = 308.355 km
- 708. Grand Prix
- Vítěz – Ruben Barrichello
- Vítězný tým – Ferrari

## Výsledky
| Pozice | Jezdec                | Vůz              | Čas         |
| ------ | --------------------- | ---------------- | ----------- |
| 1      | Rubens Barrichello    | Ferrari          | 1:28:37.554 |
| 2      | Juan Pablo Montoya    | Williams-BMW     | +5.462      |
| 3      | Kimi Räikkönen        | McLaren-Mercedes | +10.656     |
| 4      | Michael Schumacher    | Ferrari          | +25.648     |
| 5      | David Coulthard       | McLaren-Mercedes | +36.827     |
| 6      | Jarno Trulli          | Renault          | +43.067     |
| 7      | Cristiano da Matta    | Toyota           | +45.085     |
| 8      | Jenson Button         | BAR-Honda        | +45.478     |
| 9      | Ralf Schumacher       | Williams-BMW     | +58.032     |
| 10     | Jacques Villeneuve    | BAR-Honda        | +1:03.569   |
| 11     | Olivier Panis         | Toyota           | +1:05.207   |
| 12     | Heinz-Harald Frentzen | Sauber-Petronas  | +1:05.564   |
| 13     | Ralph Firman          | Jordan-Ford      | +1 kolo     |
| 14     | Mark Webber           | Jaguar-Cosworth  | +1 kolo     |
| 15     | Jos Verstappen        | Minardi-Cosworth | +2 kola     |
| 16     | Justin Wilson         | Minardi-Cosworth | +2 kola     |
| 17     | Nick Heidfeld         | Sauber-Petronas  | +2 kola     |
| Kolo   | Odstoupili            | -                | -           |
| 52     | Fernando Alonso       | Renault          | Převodovka  |
| 44     | Giancarlo Fisichella  | Jordan-Ford      | Pozastavení |
| 32     | Antonio Pizzonia      | Jaguar-Cosworth  | Engine      |

## Nejrychlejší kolo
- Rubens Barrichello, Ferrari, 1:22.236

### Celkové pořadí po závodě

#### Jezdci
- 1. Michael Schumacher – 69
- 2. Kimi Räikkönen – 62
- 3. Juan Pablo Montoya – 55
- 4. Ralf Schumacher – 53
- 5. Rubens Barrichello – 49
- 6. Fernando Alonso – 39
- 7. David Coulthard – 33
- 8. Jarno Trulli – 16

#### Týmy
- 1. Ferrari – 118
- 2. Williams-BMW – 108
- 3. McLaren-Mercedes – 95
- 4. Renault – 52